# ماساكي كويكي
ماساكي كويكي (باليابانية: 小池正晃؛ بالكانا: こいけ まさあき) هو لاعب كرة قاعدة ياباني، ولد في 15 مايو 1980 في هودوغايا-كو، يوكوهاما في اليابان.

## وصلات خارجية
- ماساكي كويكي على موقع الدوري الياباني لكرة القاعدة (الإنجليزية)
- ماساكي كويكي على موقعبيزبول رفرنس.كوم (الدوري الثانوي) (الإنجليزية)